# Pedicularis nobilis
Pedicularis nobilis är en snyltrotsväxtart som beskrevs av Bonati. Pedicularis nobilis ingår i släktet spiror, och familjen snyltrotsväxter. Inga underarter finns listade i Catalogue of Life.